# 1-氧杂-3-硫杂环戊烷
1-氧杂-3-硫杂环戊烷（又称1,3-氧硫杂环戊烷）是一种有机硫化合物，化学式为(CH
2)
3OS。它是一种S和O原子不相邻的饱和五元杂环化合物。尽管母体化合物应用很少，但其衍生物有生物领域的研究价值。

## 制备和出现

阿立他濱是含有1-氧杂-3-硫杂环戊烷的候选药物，也是一种逆转录酶抑制剂。

该化合物和其他缩硫醛的合成一样，由2-巯基乙醇与甲醛的缩合反应制备。
2-甲基-4-丙基-1-氧杂-3-硫杂环戊烷是西番莲和其他水果中的味道成分之一。

## 1-氧杂-2-硫杂环戊烷
与得到充分研究的1-氧杂-3-硫杂环戊烷相比，1-氧杂-2-硫杂环戊烷及其衍生物在化学文献中出现得较少。母体化合物由3-巯基丙醇制备，可以在溶液中被检测到。它的一个衍生物的单晶结构已通过X射线衍射确认。